# Angelo Rosini
Angelo Rosini (Siena, 13 novembre 1864 – ...) è stato un politico italiano.

## Biografia
Nacque a Siena nel 1864 e dopo essersi laureato in giurisprudenza esercitò la professione di avvocato. Nel 1914 fu nominato presidente del Consiglio di disciplina dei procuratori di Siena.
Attivo nella vita amministrativa cittadina e provinciale senese, fu più volte consigliere comunale e assessore a Siena, dove ebbe fama di fervente anticlericale: fece scalpore, per esempio, una sua proposta del 1908 di abolire le opere pie. Nel 1914 venne eletto consigliere della Provincia di Siena per la lista elettorale Monarchico-costituzionale nel mandamento di Montalcino, rimanendovi fino al 1920; durante il mandato fu anche deputato effettivo della Deputazione provinciale e parte della commissione per la revisione delle liste dei giurati (1917-1920). Nel 1920 fu eletto sindaco di Siena. Nel 1923 prese parte al consiglio direttivo dell'Associazione Liberale Riformatrice.
Tra i numerosi incarichi cittadini che Rosini ricoprì si ricordano quelli di consigliere della Banca d'Italia, membro del consiglio direttivo della Società di esecutori di pie disposizioni, membro della Commissione provinciale di assistenza e beneficenza pubblica, e presidente della Commissione d'imposta. Fu anche probiviro del Consiglio agrario di Siena.
Dal 1929 al 1934 fu "arcirozzo" (presidente) dell'Accademia dei Rozzi e durante il suo mandato vennero restaurati i locali della sede.